# Kościół Wniebowzięcia Najświętszej Marii Panny w Puget-Théniers
Kościół Wniebowzięcia Najświętszej Marii Panny w Puget-Théniers – katolicki kościół w Puget-Théniers, w regionie Prowansja-Alpy-Lazurowe Wybrzeże, w departamencie Alpy Nadmorskie we Francji.

## Historia
Budowę kościoła rozpoczęli templariusze w XIII wieku.

## Architektura
Budowla jednonawowa zamknięta dużą półkolista absydą. Zachodnia fasada została przebudowana w XV wieku. Prawdopodobnie wtedy też przeniesiono wejście do kościoła. Nowy portal został ozdobiony małymi kolumnami i zwieńczony nadprożem z tympanonem. Wewnątrz ołtarz Notre-Dame de Secours z 1525 roku wykonany przez Antoine de Ronzena.